# روبرت ليوباردي
روبرت ليوباردي (Roberto Leopardi) (مواليد 19 يوليو 1933) هو لاعب كرة قدم. يلعب مع منتخب الأوروغواي لكرة القدم. سبق له أن لعب في كأس العالم لكرة القدم مع منتخب بلاده.

## وصلات خارجية
- روبرت ليوباردي على موقع الاتحاد الدولي (مؤرشف)  (الإنجليزية)
- روبرت ليوباردي على موقع ناشيونال فوتبول تيمز (الإنجليزية)
- روبرت ليوباردي على موقع Soccerway.com (الإنجليزية)
- روبرت ليوباردي على موقع عالم كرة القدم.نت (الإنجليزية)